# 그라인드하우스 (영화)
《그라인드하우스》(영어: Grindhouse)는 2007년 공개된 미국의 동시 상영 영화이다. 로버트 로드리게스가 좀비와 유사한 괴물들과 싸우는 생존자들의 이야기를 그린 코미디 공포 영화 《플래닛 테러》를, 쿠엔틴 타란티노가 개조된 차량으로 젊은 여성들을 살해하는 스턴트맨을 다룬 슬래셔 영화 《데쓰 프루프》를 각자 쓰고 연출하였다. 이 두 영화는 1970년대 엑스플로이테이션 영화에 대한 오마주로, 당시 엑스플로이테이션 영화들을 상영하던 극장들을 일컫는 그라인드하우스를 공동 제목으로 사용하였다. 상영 시에 일라이 로스, 에드거 라이트, 제이슨 아이즈너, 롭 좀비가 연출한 가상의 엑스플로이테이션 영화 예고편들도 함께 공개되었다.
평단으로부터 긍정 평가를 받았지만 극장가에서는 제작비에도 미치지 못하는 수익을 거두었다. 흥행 부진과 문화적 차이로 인해 《플래닛 테러》와 《데쓰 프루프》는 해외에서 개별 개봉되었으며 가정용 매체 출시 또한 따로 이루어졌다. 하지만 2010년 두 영화와 가짜 예고편을 그대로 포함한 극장판이 가정용 매체로 출시되었다.
흥행 실패에도 불구하고 긍정 평가와 가정용 매체 판매 호조가 이어지자 로드리게스와 타란티노는 속편 제작에 관심을 보였다. 이후 가짜 예고편 중 일부는 《마셰티》(2010), 《호보 위드 어 숏건》(2011), 《마세티 킬즈》(2013), 《해피 땡스기빙》(2023)과 같은 장편 영화로 제작되었다.

## 플래닛 테러
사람을 잡아먹는 좀비 같은 괴물떼가 텍사스주 작은 마을을 습격하면서 벌어지는 악몽 같은 학살극을 다룬다. 고고 댄서 체리와 전 연인 레이는 다른 생존자들과 힘을 합쳐 이 재난에서 벗어나려 한다. 체리는 괴물에게 다리를 잃지만 기관총 의족을 얻어 좀비들에 맞서 싸운다.

### 출연진
- 로즈 맥가윈 - 체리 달링 역
- 프레디 로드리게스 - “엘 레이” 역
- 조시 브롤린 - 윌리엄 블록 의사 역
- 말리 셸턴 - 다코타 블록 의사 역
- 제프 페이히 - J.T. 헤이그 역
- 마이클 빈 - 헤이그 보안관 역
- 레블 로드리게스 - 토니 블록 역
- 브루스 윌리스 - 멀둔 중위 역
- 너빈 앤드루스 - 존 “애비” 애빙턴 박사 역
- 훌리오 오스카르 메초소 - 로미 역
- 스테이시 퍼거슨 - 태미 역
- 니키 캣 - 조 역
- 훙 응우옌 - 크레인 박사 역
- 톰 서비니 - 톨로 보안관보 역
- 카를로스 가야르도 - 칼로스 보안관보 역
- 스킵 라이시그 - 스킵 역
- 엘렉트라와 엘리세 아베얀 - 정신 나간 베이비시터 쌍둥이 역
- 쿠엔틴 타란티노 - 강간범 1(루이스) 역
- 그레그 켈리 - 강간범 2 역
- 마이클 파크스 - 얼 맥그로 역
- 저릴리 로미오 - 러모나 맥그로 역
- 필릭스 서바테스 - 필릭스 박사 역

## 데쓰 프루프
스턴트맨 마이크가 자신의 죽음 방지용(death-proof) 차량을 이용해 여성들을 살해하는 이야기를 그린다. 마이크는 자신의 차를 개조하여 일부러 사고를 내고, 마이크 본인은 거의 상처조차 없이 살아남는 사이 시체가 쌓여간다. 그러던 중 스턴트우먼 조이 벨을 포함한 강한 여성들을 만나면서 마이크는 위기에 처한다.

### 출연진
- 커트 러셀 - “스턴트맨” 마이크 매케이 역
- 조이 벨 - 본인 역
- 로자리오 도슨 - 애버내시 로스 역
- 버네사 펄리토 - 알린/버터플라이 역
- 시드니 타미아 포이티어 - 정글 줄리아 루카이 역
- 트레이시 톰스 - 킴 매시스 역
- 조던 래드 - 섀나 역
- 로즈 맥가윈 - 팸 역
- 메리 엘리자베스 윈스테드 - 리 몽고메리 역
- 쿠엔틴 타란티노 - 워런 역
- 마시 해리얼 - 마시 역
- 일라이 로스 - 도브 역
- 오마 둠 - 네이트 역
- 마이클 버콜 - 오마 역
- 모니카 스태그스 - 래나 프랭크 역
- 조너선 로크런 - 재스퍼 역
- 마이클 파크스 - 텍사스 레인저 얼 맥그로 역
- 제임스 파크스 - 레인저 에드거 맥그로 역
- 말리 셸턴 - 다코타 블록 의사 역

## 가상의 예고편
영화 상영 전후에 등장하는 가짜 예고편들은 마치 옛날 엑스플로이테이션 영화의 예고편처럼 보이도록 제작되었다. 원래는 로드리게스와 타란티노가 모든 가짜 예고편을 직접 만들려는 계획이 있었지만 다른 감독들에게 기회를 넘겼다. 각 예고편은 짧은 기간 동안 제작되었으며, 일부 예고편은 후에 장편 영화로 발전하기도 했다. 이 예고편들은 멕시코 치안 부대원의 활약, 늑대 인간 여자 SS부대, 추수감사절의 대학살, 산탄총으로 악한들을 응징하는 노숙자 등 다양한 설정을 가지고 있다.
- Machete: 《마셰티》(2010)와 속편 《마세티 킬즈》(2013)로 만들어졌다.
- Werewolf Women of the SS
- Don't
- Thanksgiving: 《해피 땡스기빙》(2023)으로 만들어졌다.
- Hobo with a Shotgun: 《호보 위드 어 숏건》(2011)으로 만들어졌다.

## 제작
로드리게스와 타란티노는 서로의 작품에 깊이 관여했다.

### 개발
타란티노는 본인 집에서 엑스플로이테이션 영화들을 영화 시작 전 및 중간 예고편까지 갖추고 동시 상영 방식으로 재생하곤 했는데, 2003년의 어느 날 이를 보던 로드리게스가 타란티노에게 각자 한 편씩 연출하여 동시 상영 영화를 제작하자고 제안하면서 이 영화의 착상이 시작되었다. 둘은 1970년대 엑스플로이테이션 영화 극장을 재현하고 싶어했으며, 그라인드하우스라는 제목은 이러한 극장들을 기리는 의미를 담고 있다.
《플래닛 테러》는 로드리게스가 오래전부터 구상해 온 좀비 영화 아이디어를 바탕으로 만들어졌다. 《데쓰 프루프》는 스턴트맨들이 차를 사망 방지용(death-proof)으로 만들던 것에 대한 타란티노의 흥미에서 비롯되었다.

### 섭외
출연진 중 상당수는 이전에도 두 감독과 함께 작업한 경험이 있었다.
타란티노는 한 인터뷰에서 본인 세대에서 커트 러셀은 진정한 영웅이지만 오늘날엔 러셀의 진가를 잘 모르는 관객층도 있으며 최근 《미라클》(2004)이나 《드리머》(2005)처럼 (소위 감동을 주는 드라마 영화)에 출연 중인 러셀이 다시 거친 사내 배역을 선보이길 원해 살인마 스턴트맨 역으로 발탁했다고 설명했다. 로드리게스는 후에 당시 로즈 맥가윈이 하비 와인스틴의 성폭력으로 와인스틴 컴퍼니(당시 이 영화의 배급사인 디멘션 필름스의 모기업)의 블랙리스트에 올라 있어 섭외했다고 밝혔다.

### 촬영
로드리게스와 타란티노는 각자 본인의 영화에 촬영 감독으로 참여했다.

### 특수 효과
영화는 의도적으로 손상된 필름처럼 보이도록 다양한 특수 효과 기법을 사용했다. 《플래닛 테러》에서는 디지털 효과를 많이 사용했으며, 특히 체리의 의족은 컴퓨터 그래픽으로 제작되었다.

### 편집
편집 과정에서 ‘사라진 영화 릴’이라는 설정을 추가하여 영화의 분위기를 더욱 살렸다. 《데쓰 프루프》는 재생 시간이 127분에 이르는 확장판이 존재하며, 타란티노는 극장판을 편집할 때 “앞뒤 이야기가 거의 맞지 않는 지경까지 편집을 가하던 악랄한 미국 엑스플로이테이션 영화 배급사들처럼” 작업했다고 언급했다.

### 사운드트랙
영화의 사운드트랙은 각 영화의 분위기를 살리는 데 크게 기여했다. 《플래닛 테러》는 로드리게스가직접 작곡한 음악을 사용했으며, 《데쓰 프루프》는 기존 음악을 활용했다.

## 기타 제작진
- 가짜 예고편 제작: 일라이 로스, 게이브리얼 로스, 대니얼 S. 프리시
- 라인 제작: 제임스 W. 스코치더폴
- 협력 제작: 톰 프로퍼
- 배역: 메리 버뉴
- 세트: 저넷 스콧

## 반응
영화는 흥행에는 실패했지만 비평가들에게는 대체로 좋은 평가를 받았다. 하지만 일부 비평가는 영화의 과도한 폭력성에 불만을 나타내기도 했다. 가짜 예고편들은 영화의 분위기를 살리는 데 큰 역할을 했다는 평가를 받았으며, 일부 예고편은 영화로 제작되어 큰 인기를 끌기도 했다.

## 향후 전망
여러 차례 후속작 개발 논의가 있었다. 로드리게스는 2010년 《머셰티》(Machete)를 장편 영화로 제작했고, 2023년에는 일라이 로스가 《생크스기빙》(Thanksgiving)을 영화화했다. 또한 타란티노는 속편 제작에 관심을 보이고 있으며, 에드거 라이트 역시 《돈트》(Don't)를 장편 영화로 확장할 가능성을 언급했다.